# Puccinellia nuttalliana
Puccinellia nuttalliana är en gräsart som först beskrevs av Schult., och fick sitt nu gällande namn av Albert Spear Hitchcock. Puccinellia nuttalliana ingår i släktet saltgrässläktet, och familjen gräs. Inga underarter finns listade i Catalogue of Life.

## Bildgalleri

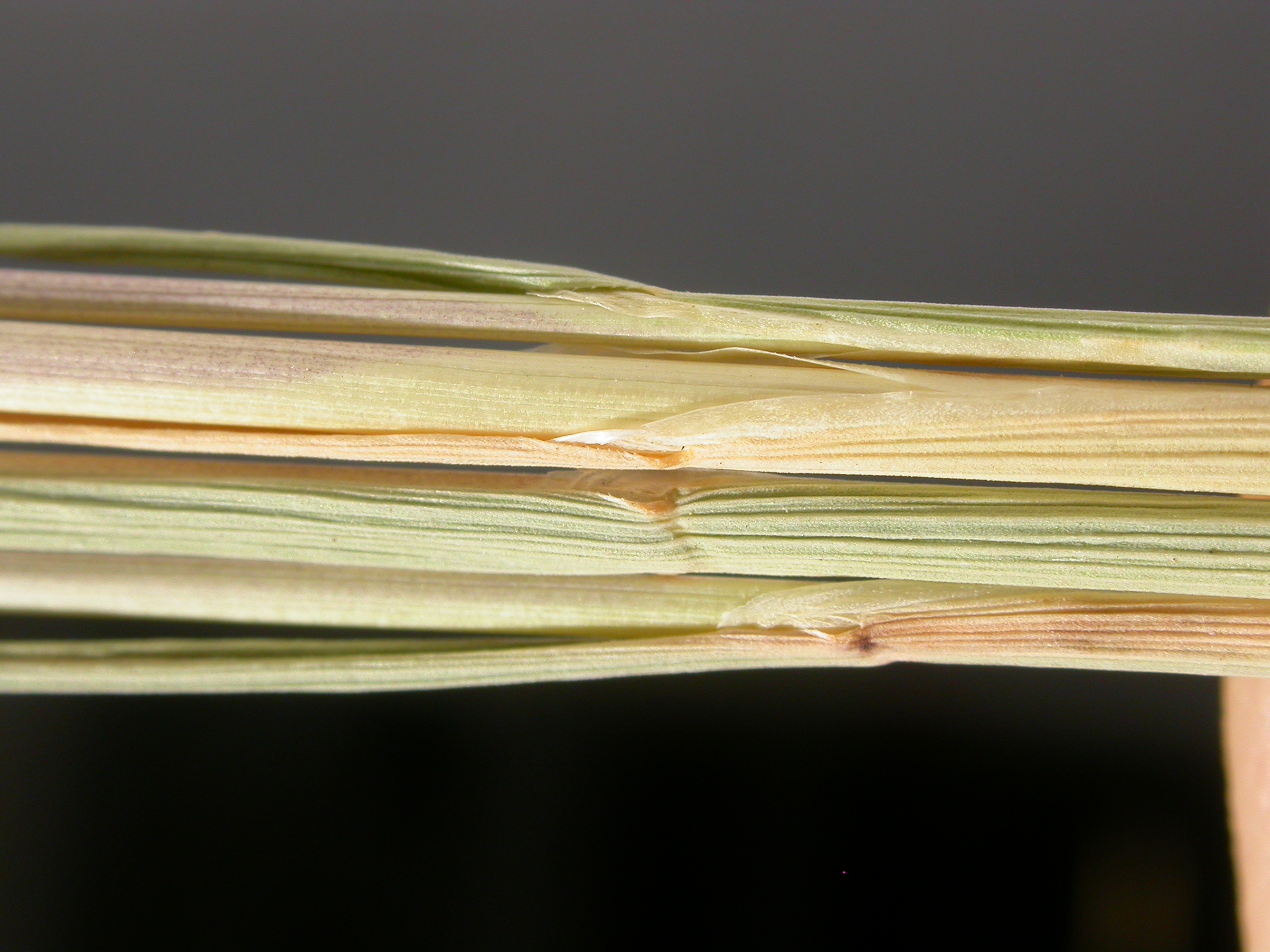
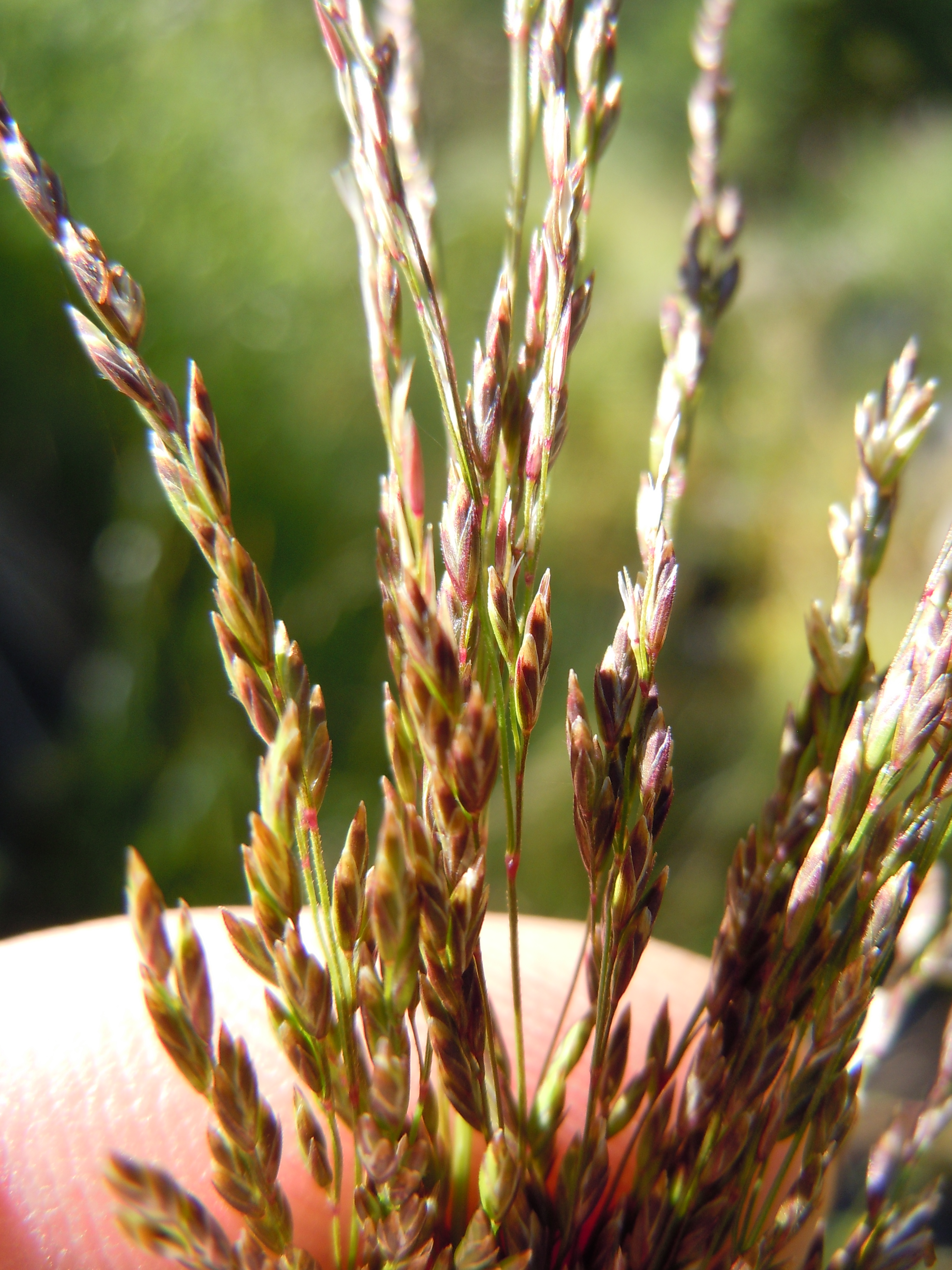
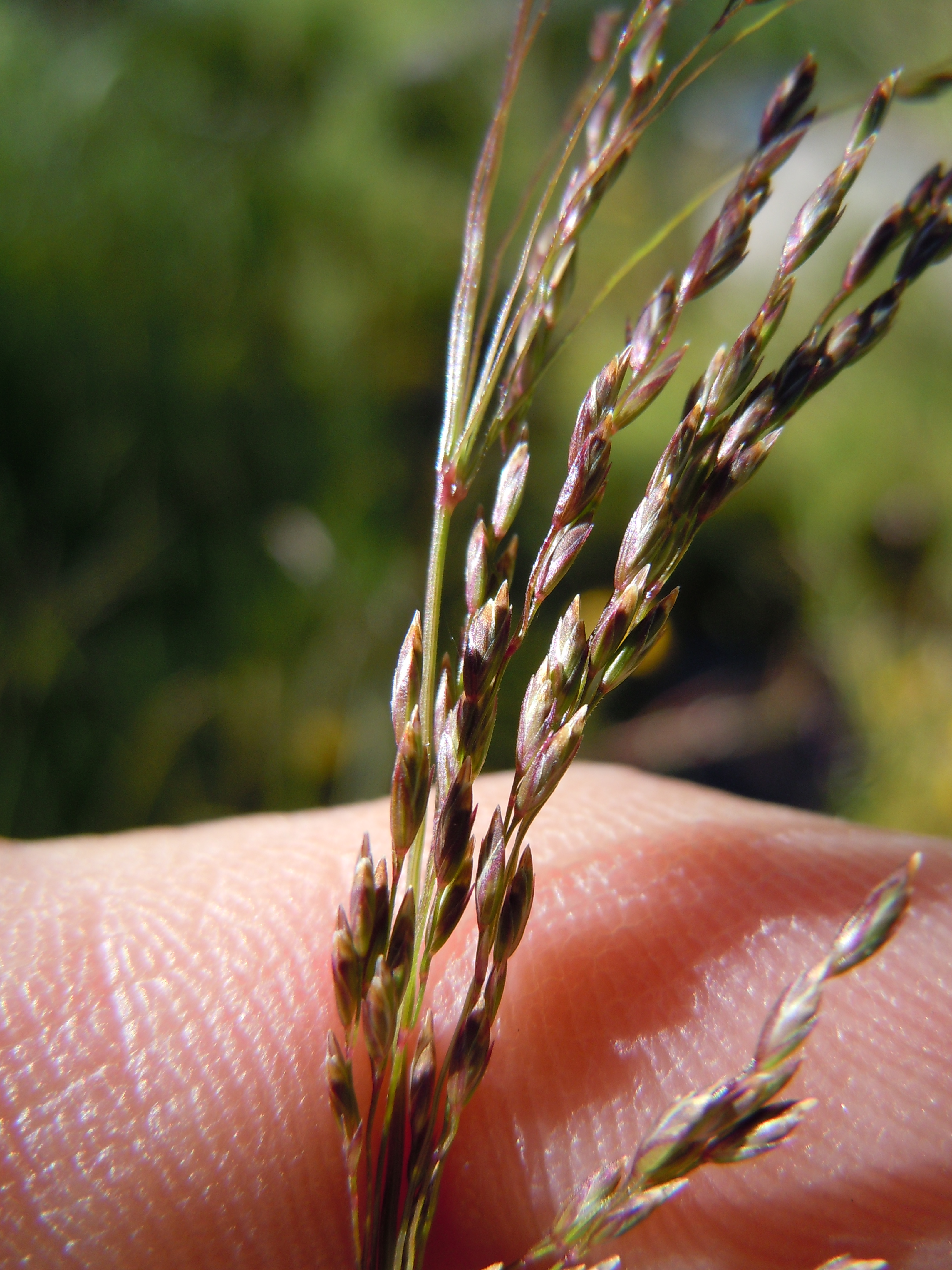
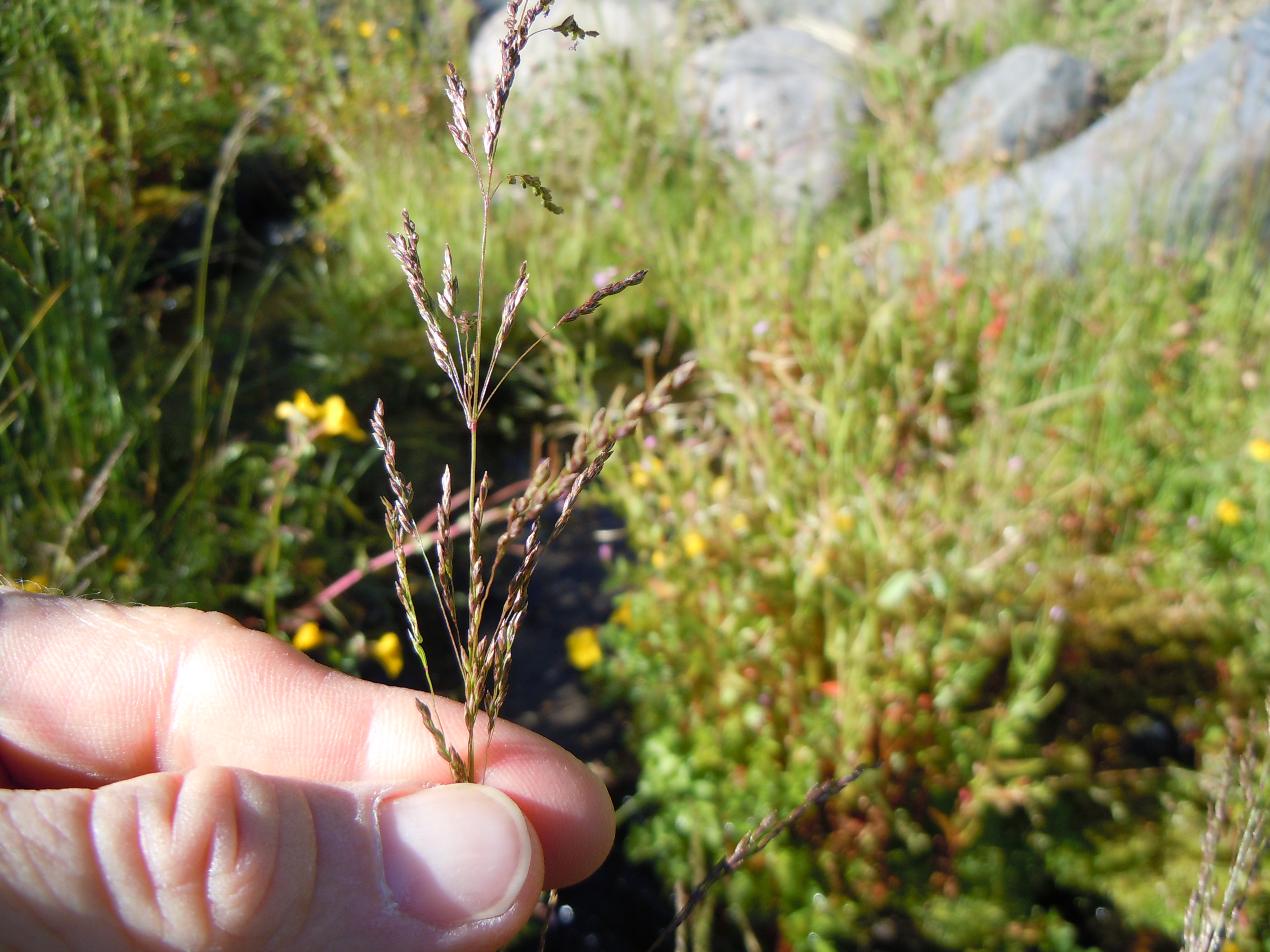